# ألفارو مارتين
ألفارو مارتين (بالإسبانية: Álvaro Martín) هو منافس ألعاب قوى إسباني، ولد في 18 يونيو 1994 في ليرينا في إسبانيا.

## وصلات خارجية
- ألفارو مارتين على موقع الاتحاد الدولي لألعاب القوى (الإنجليزية)
- ألفارو مارتين على موقع الاتحاد الأوروبي لألعاب القوى (الإنجليزية)
- ألفارو مارتين على موقع اللجنة الأولمبية الدولية (الإنجليزية)
- ألفارو مارتين على موقع أوليمبيديا (الإنجليزية)